# Đảng Cộng sản Pháp
Đảng Cộng sản Pháp (tiếng Pháp: Parti communiste français hay PCF) là một chính đảng cộng sản ở Pháp, liên minh với Đảng Xã hội Pháp.
Mặc dù ủng hộ bầu cử của dân Pháp đối với đảng này đã giảm trong những thập kỷ gần đây, đảng này vẫn giữ lại một số lượng đảng viên đông đảo (chỉ sau Liên minh Phong trào Nhân dân (UMP)) và ảnh hưởng đáng kể trong nền chính trị Pháp: hai tổng thống của "conseil général", 186 ghế trong nghị viện khu vực, khoảng 800 thị trưởng. Đây là một trong các đảng có ảnh hưởng nhất phía sau Đảng Xã hội và Liên minh cho một phong trào phổ biến. Nó vẫn là đảng lớn nhất tại Pháp ủng hộ quan điểm cộng sản.
Được thành lập vào năm 1920, trong đó có một thành viên đầu tiên người châu Á duy nhất (Nguyễn Ái Quốc). Đảng này đã tham gia vào ba chính phủ: trong chính phủ lâm thời giải phóng (1944-1947), vào đầu nhiệm kỳ tổng thống François Mitterrand (1981-1984) và trong nội các số nhiều còn lại của lãnh đạo bởi Lionel Jospin (1997-2002).
Đảng này cũng là chính đảng lớn nhất của Pháp bên cánh tả trong một số cuộc bầu cử quốc gia, từ năm 1945 đến những năm 1970, trước khi tụt lại phía sau so với Đảng Xã hội (PS) vào những năm 1980. Nó đã bị mất thêm vị trí về tay Đảng Xã hội từ thời gian đó. Trong cuộc bầu cử Tổng thống Pháp năm 2007, bà Marie - George Buffet, Bí thư toàn quốc đảng Cộng sản Pháp, được 1,93% phiếu bầu.

## Danh sách bí thư
Bí thư Đảng Cộng sản Pháp:
1. Ludovic-Oscar Frossard: 1921 - 1924
2. Louis Sellier: 1924 (6 tháng)
3. Pierre Semard: 1924 - 1929
4. Maurice Thorez: 1930 - 1964
5. Waldeck Rochet: 1964 - 1972
6. Georges Marchais: 1972 - 1994
7. Robert Hue: 1994 - 2001
8. Marie-George Buffet: 2001 - 2010
9. Pierre Laurent: 2013 - 2018
10. Fabien Roussel: 2018 - nay